# Chupica
Chupika (aimará para "colorido", grafia hispânica Chupica) é uma montanha na região de Cusco, nos Andes do Peru, com cerca de 5 061,8 metros (16 607 pé) de altura. Situa-se na província de Canchis, na fronteira dos distritos de Checacupe e Pitumarca.